# 개인 휴대 통신망
개인 휴대 통신망(Personal Communication Network, PCN)은 휴대 전화에 네트워크의 개념이 결합된 형태의 차세대 통신 서비스이다. 작은 수첩 크기의 초소형 휴대 전화인 PCN은 평생 고유번호로 전 세계 어떤 장소에서도 사용이 가능한 최첨단 전화 시스템이다. 음성뿐 아니라 데이터와 그래픽 전송, 무선호출, 팩스 전송 기능 등을 통합할 수 있다.